# Яловчак Тетяна Миколаївна
Тетяна Миколаївна Яловчак (нар. 10 жовтня 1979 року, Селидове) — українська альпіністка, волонтер. Перша українка, член всесвітнього неформального альпіністського «Клубу семи вершин» (13 грудня 2017). Є другою українкою, котра здійснила сходження на Еверест в складі другої комерційної групи, з використанням кисню. Це відбулося 21 травня 2016 року, групу альпіністів супроводжували шерпи. Організаторами цього підйому були відомі альпіністи Сергій Ковальов та Олександр Абрамов.

## Біографія
Народилася 1979 року у невеликому шахтарському місті Селидове, що на Донеччині, у сім'ї робітників (мати — кухар, батько — водій). Здобула три вищі освіти та кваліфікацію психолога, інструктора з йоги, арттерапевта, сомельє. Має власний бізнес — невелику туристичну компанію[джерело?].
У 2020 році спільно з видавництвом «Наш формат» видано першу книгу Тетяни Яловчак «Підкори свій Еверест. Як поразку перетворити на перемогу», де авторка не тільки описує свої досягнення в альпінізмі, але і розкриває тему мотивації та саморозвитку.

## Досягнення
Тетяна Яловчак за свою альпіністську кар'єру підкорила понад пів сотні гірських вершин, серед яких гори Європи, Азії, Африки та Америки. Кульмінацією її сходжень, стало підкорення 13 грудня 2017 року найвищого піка Масиву Вінсон (4892 м), що в Антарктиді, і завершило серію підкорення найвищих гір всіх континентів — «Сім вершин».

### Підкорення семи вершин
Підкорення семи найвищих вершин світу, Тетяна здійснила всього за п'ять років і дев'ять місяців. Підкорення відбулося за обома списками: «Басса» та «Месснера», які одержали свою назву в честь відомих альпіністів світу американця Річарда Басса та італійця Райнгольда Месснера, які вперше підкорили ці вершини за цими списками.
- Кіліманджаро (5895 м), Африка, Танзанія — 7 березня 2012 року.
- Ельбрус (5642 м), Європа, Росія — 22 червня 2013 року.
- Аконкагуа (6962 м), Південна Америка, Аргентина (двічі) — 5 березня 2015 та 16 січня 2016 року.
- Еверест (8848 м), Азія, Непал / Китай — 21 травня 2016 року.
- Деналі (6190 м), Північна Америка, США — 14 червня 2017 року.
- Косцюшко (2228 м), Австралія — 28 жовтня 2017 року.
- Пунчак-Джая (4884 м), Океанія, Індонезія — 4 листопада 2017 року.
- Пік Вінсон (4892 м), Антарктида — 13 грудня 2017 року.